# Odontomyia rufocera
Odontomyia rufocera är en tvåvingeart som beskrevs av Norman E. Woodley 2001. Odontomyia rufocera ingår i släktet Odontomyia och familjen vapenflugor. Inga underarter finns listade i Catalogue of Life.